# Ion Emanuel Florescu
Ion Emanuel Florescu (7 de agosto de 1819 — Râmnicu Vâlcea, 10 de maio de 1893) foi um general do exército romeno que foi primeiro-ministro de seu país em dois períodos provisórios, de 17 de abril a 6 de maio de 1876 e de 2 de março a 29 de dezembro de 1891.